# Aguas Calientes
För andra betydelser, se Aguas Calientes (olika betydelser).

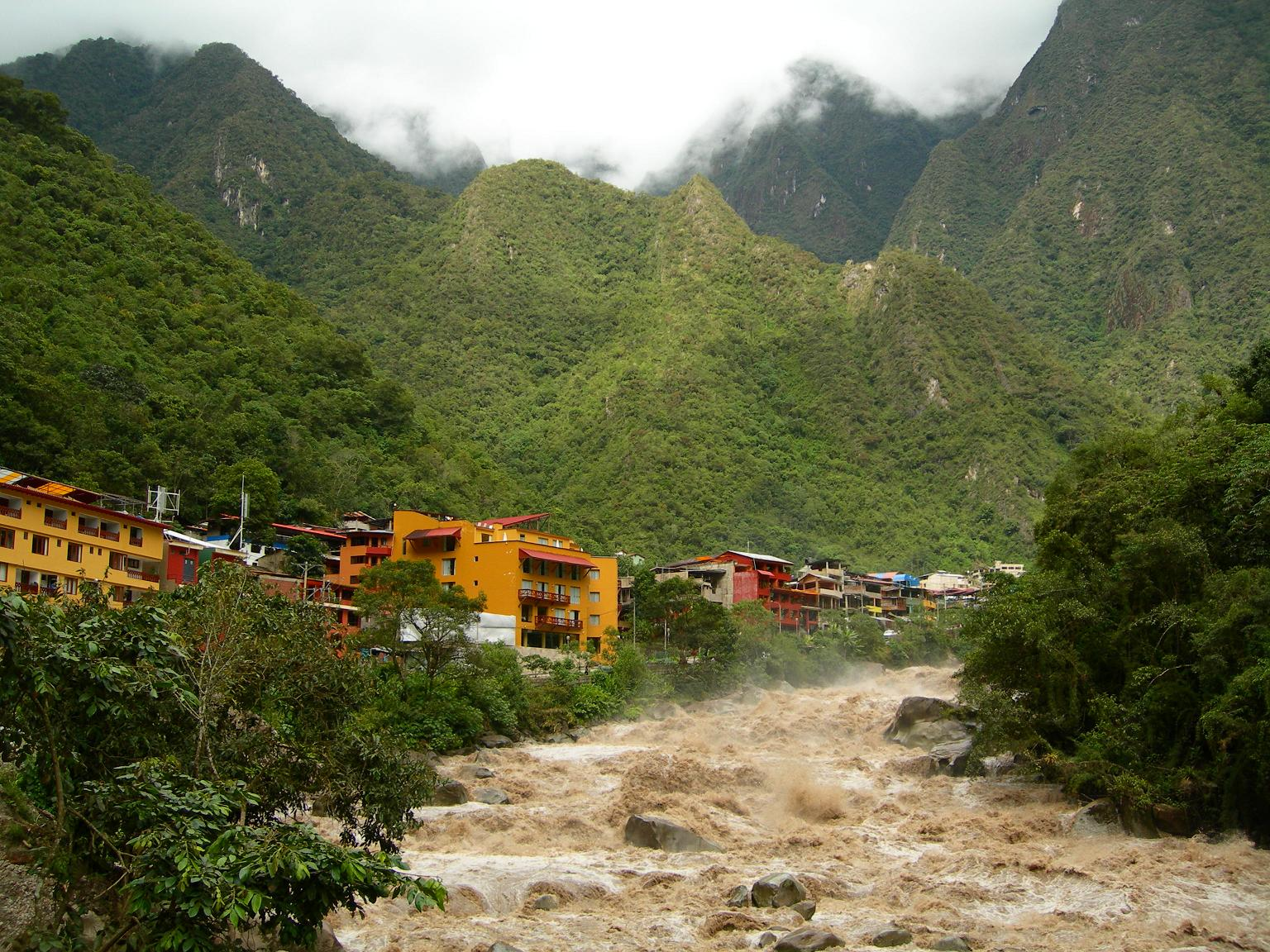
Aguas Calientes delas i två delar av ett kraftigt strömmande vattendrag

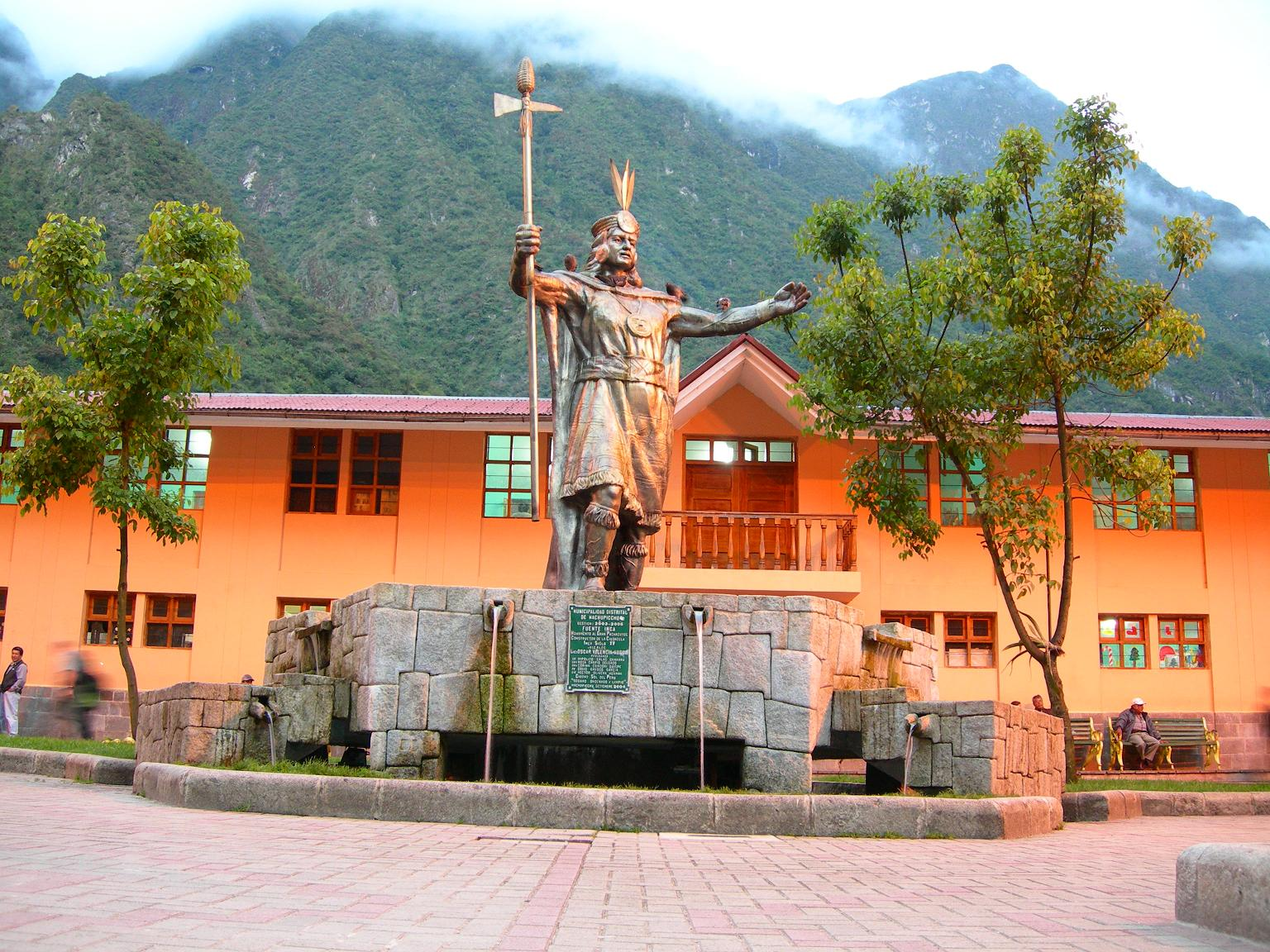
Plaza de armas (Torget) i Aguas Calientes

Aguas Calientes är ett ofta använt “smeknamn” för tätorten Machupicchu Pueblo i Cusco, Peru. Aguas Calientes är det samhälle som är närmast beläget de berömda inkaruinerna Machu Picchu (världsarv). Samhället uppstod 1928 när järnvägen mellan Cusco och Santa Ana byggdes som ett centrum för rallarverksamheten.
Som namnet Aguas Calientes (spanska: Heta Vatten) antyder finns här geotermiska källor med badinrättningar.
I dag är Aguas Calientes ett centrum för turism. Turismen till Machu Picchu har ökat kraftigt under senare år och samhället har expanderat kraftigt och okontrollerat. Någon biltrafik finns inte inne i det mycket kompakt byggda samhället utan transporter sker till fots.
Från Aguas Calientes går turistbussarna upp till inkastaden Machu Picchu. Färden tar cirka 30 minuter. Många turister anländer med tåget från Cusco (110 km) eller Ollantaytambo (44 km).
Det finns flera hotell och en övernattning där ger möjlighet att tillbringa längre tid på Machu Picchu. En dagsfärd med tåg från Cusco ger däremot bara utrymme för några timmars besök på platsen.
Förutom hotellverksamhet finns en omfattande försäljning av främst hantverksartiklar till turister som passerar järnvägsstationen och kvarteren närmast däromkring.